# On and On (album de Jack Johnson)
Pour les articles homonymes, voir On and On.
Albums de Jack Johnson
Brushfire Fairytales
(2001) In Between Dreams
(2005)
On and On est le second album de Jack Johnson sorti en 2003. Jack Johnson est le guitariste et le chanteur, tandis que Merlo Podlewski joue de la basse et que Adam Topol joue de la batterie et des percussions. Cet album a été enregistré aux studios The Mango Tree à Hawaï en 2002.

## Liste des titres
| No  | Titre                         | Durée |
| --- | ----------------------------- | ----- |
| 1.  | Times Like These              |       |
| 2.  | The Horizon Has Been Defeated |       |
| 3.  | Traffic in the Sky            |       |
| 4.  | Taylor                        |       |
| 5.  | Gone                          |       |
| 6.  | Cupid                         |       |
| 7.  | Wasting Time                  |       |
| 8.  | Holes to Heaven               |       |
| 9.  | Dreams Be Dreams              |       |
| 10. | Tomorrow Morning Comes        |       |
| 11. | Fall Line                     |       |
| 12. | Cookie Jar                    |       |
| 13. | Rodeo Clowns                  |       |
| 14. | Cocoon                        |       |
| 15. | Mediocre Bad Guys             |       |
| 16. | Symbol In My Driveway         |       |

## Certifications
| Pays                       | Certification | Unités certifiées |
| -------------------------- | ------------- | ----------------- |
| Australie (ARIA)           | 4 × Platine   | 280 000           |
| Belgique (BEA)             | Or            | 25 000            |
| Brésil (Pro-Música Brasil) | Or            | 50 000            |
| Canada (Music Canada)      | Or            | 50 000            |
| Danemark (IFPI)            | Or            | 20 000            |
| États-Unis (RIAA)          | Platine       | 1 000 000         |
| Nouvelle-Zélande (RMNZ)    | Platine       | 15 000            |
| Royaume-Uni (BPI)          | Platine       | 300 000           |